# FC Tertons
FC Tertons is een voetbalclub uit Thimphu, Bhutan.
FC Tertons speelt in de Dzongkhag League, Dit is derde niveau voetbal in Bhutan voetbalcompetitie. De ploeg speelt in het Changlimithangstadion.

## Erelijst
- Thimphu League (1) : 2015
- Bhutan Premier League (1) : 2015
- National Futsal Mini Voetbal League (2) : 2013, 2014